# Воавур
Во́авур (фар. Vágur, дат. Våg — буквально «залив», «бухта») — город на острове Сувурой, одном из Фарерских островов, автономном регионе Королевства Дании.
Датой основания Воавура считается XIV век. Город постепенно расширяется: Нес, бывший ранее отдельным городом, в XX веке стал пригородом Воавура и был включён в состав коммуны.
В Воавуре имеется спортивный зал, футбольное поле, бассейн в школе и клиника, которая предлагает услуги врачей, медсестер а также врачей-стоматологов. В городе также есть порт (расположен в северной части фьорда), рыбозавод, гостиница, почта, банк и множество магазинов.

## Первый корабль Фарерских островов

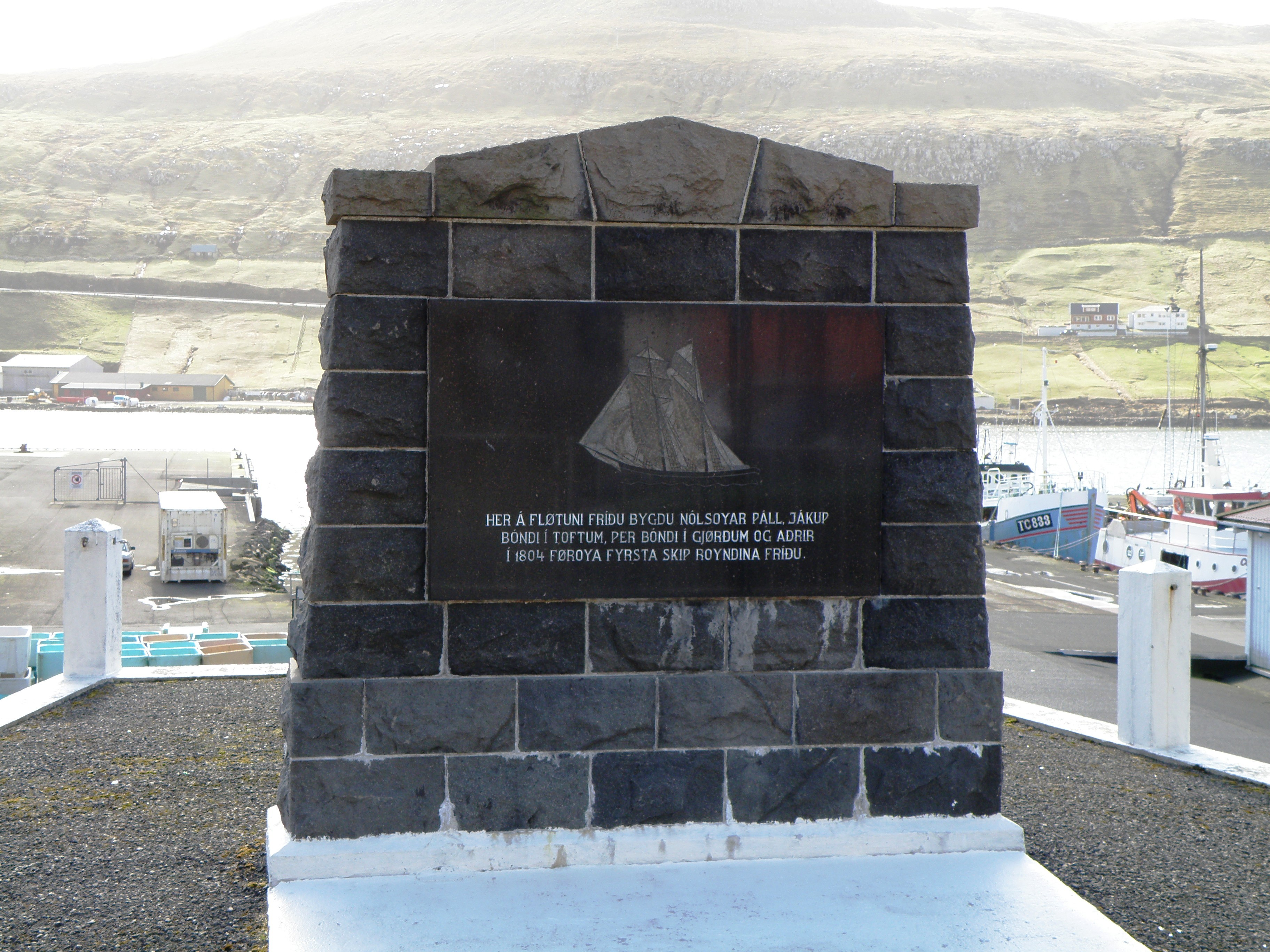
Мемориал в память о первом корабле Фарерских островов

Недалеко от главной дороги стоит памятник поэту и гению девятнадцатого века Фарерских островов. Он считал, что монополия торговли серьёзно ограничивает экономический потенциал Фарерских островов и приступал к организации сопротивления и противодействия ей. Хотя ему и не удалось ликвидировать монополию, его действия стояли в начале процесса приведшего в конечном итоге к отмене монополии торговли в 1856 году.
Памятник был поставлен в память о том, что в период Средневековья первый корабль Фарерских островов был построен на этом месте. Текст на мемориальной доске гласит: «Her á Fløtuni Fríðu bygdu Nólsoyar Páll, Jákup bóndi í Toftum, Per bóndi í Gjørðum og aðrir í 1804 Føroya fyrsta skip Royndina Fríðu.»

## ПерваяГЭСна Фарерских островах
Первая гидроэлектростанция на Фарерских островах была построена в 1921 году к северо-западу от Воавура. В настоящее время ГЭС дополнена современной дизельной электростанцией на южном берегу фьорда.

## Туризм

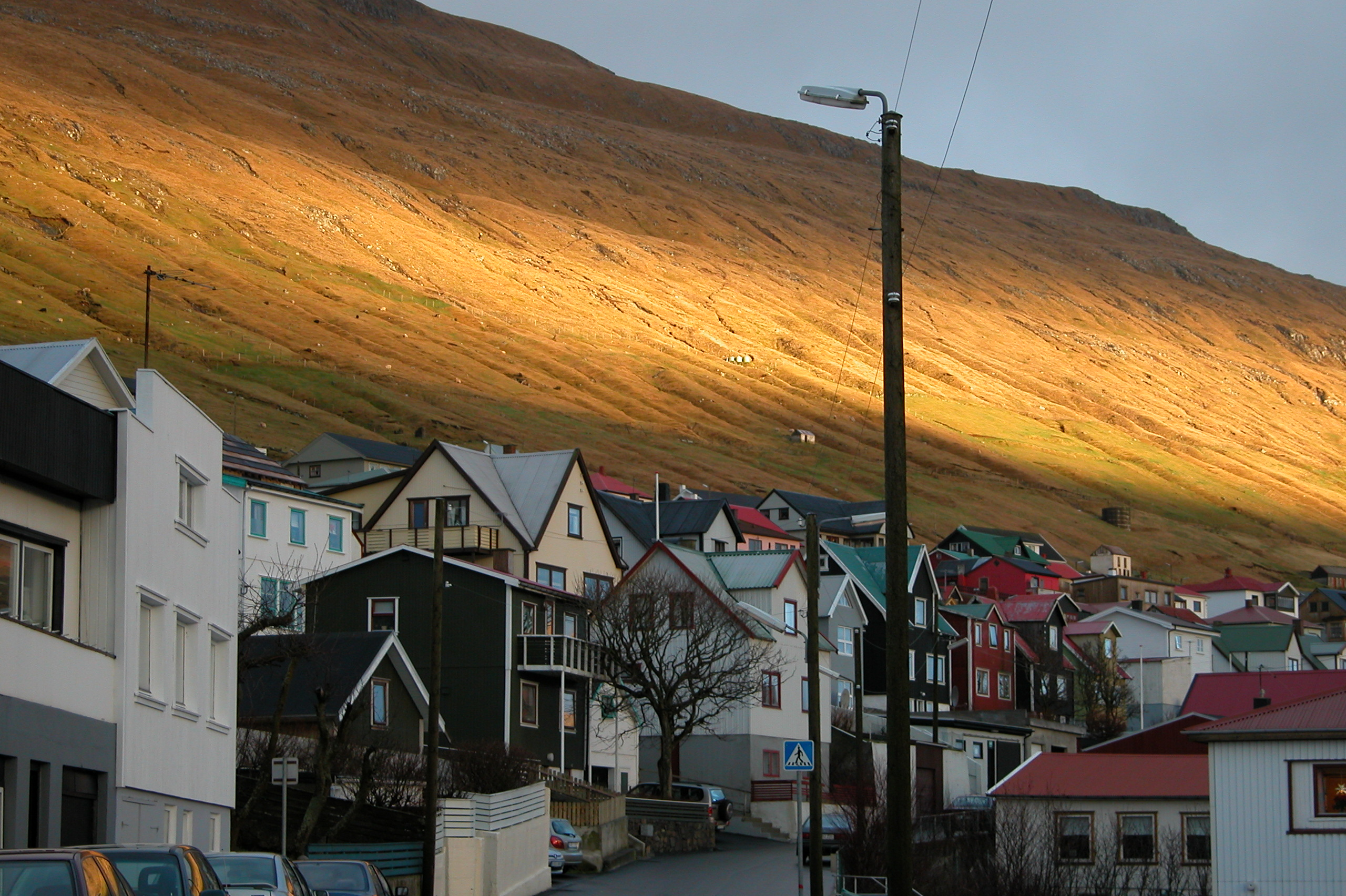
Типичный живописный свет на Фарерских островах, зима 2004

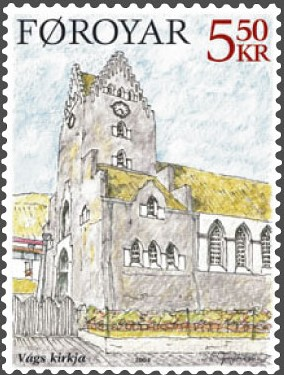
Местная церковь на почтовой марке

На туристические достопримечательности в летнее время производятся разнообразные экскурсии. Среди всего прочего, посетителям островов предлагается прокатиться на старом рыболовном судне «Иоганна TG 326» к западу вокруг острова к местам гнездования стай птиц, рядом с крутым утесом.
В Воавуре есть художественная галерея Рут Смит. Она не имеет регулярных часов работы, но есть номер телефона, по которому посетители могут получить информацию. Галерея находится в западной части Воавура, в жёлтом здании на Mainstreet Vágsvegur 101.
Вблизи Воавура очень много красивых мест.

## Спорт

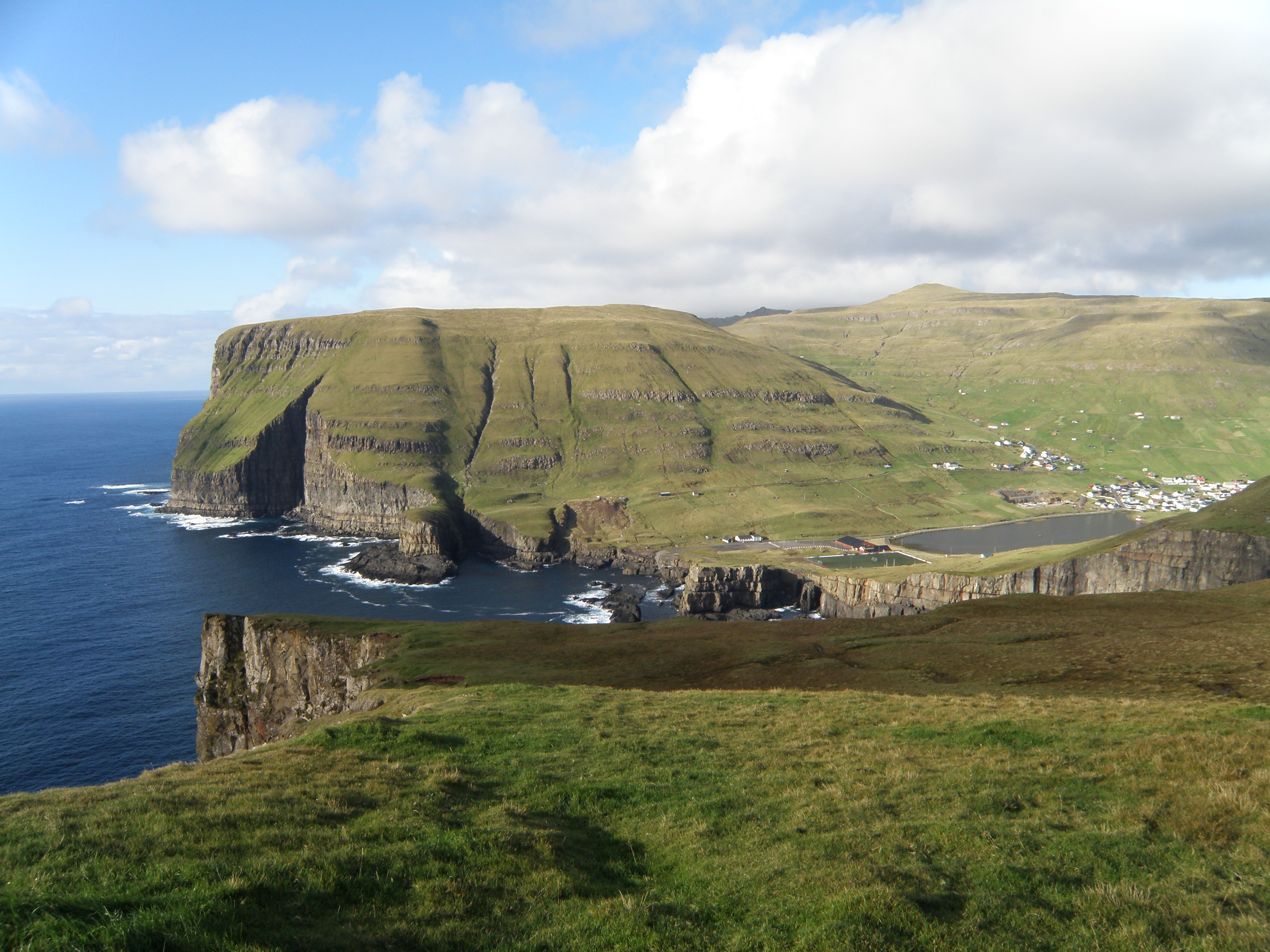
Близлежащий фьорд (также виден стадион)

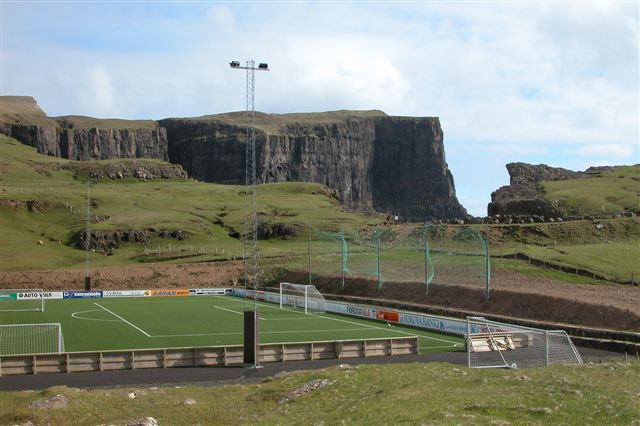
Вестури а Эйдинум — домашний стадион ВБ Воавур

«ВБ Вагур» — местный футбольный клуб, который называется В. Б. Он был основан в 1905 году. В 2005 году В. Б. объединен с Самба IF на VB / Самба и в 2010 они основали новый Футбольный клуб, который называется ФК Suðuroy. Здесь живёт знаменитый пловец, Пэл Йонсен, выигравший три золотые медали на юниорских заплывах в Европе (2008). Он также выиграл золото в бассейне со взрослыми в 2009 году в Москве и 2010 в ЮАР.